# 2002 VE131
2002 VE131, também escrito como 2002 VE131, é um objeto transnetuniano que está localizado no Cinturão de Kuiper, uma região do Sistema Solar. Ele possui uma magnitude absoluta de 6,5 e tem um diâmetro estimado com 221 km. O astrônomo Mike Brown lista este corpo celeste em sua página na internet como um candidato a possível planeta anão.

## Descoberta
2002 VE131 foi descoberto no dia 7 de novembro de 2002, pelo astrônomo Marc W. Buie.

## Órbita
A órbita de 2002 VE131 tem uma excentricidade de 0,182 e possui um semieixo maior de 45,749 UA. O seu periélio leva o mesmo a uma distância de 37,400 UA em relação ao Sol e seu afélio a 54,097 UA.